# Наму
Наму (англ. Namu, марш. Nam̧o [nʲæ͡ɑmˠɤ͡oo̯]) — атолл из 54 островков в Тихом океане в составе цепи Ралик (Маршалловы Острова). Площадь сухопутной части составляет 6,27 км², но прилегающая к нему лагуна имеет площадь 397,12 км².

## Население
В 2011 году численность населения атолла составляла 780 человек.